# Toki Yoshiyori
Toki Yoshiyori est un nom japonais traditionnel ; le nom de famille (ou le nom d'école), Toki, précède donc le prénom (ou le nom d'artiste).
Toki Yoshiyori (土岐 頼芸, 1502-1583) est un samouraï de l'époque Sengoku de l'histoire du Japon, fils de Toki Masafusa.

## Daimyo
Après la mort de son père, Yoshiyori devient chef du clan Toki de la province de Mino. Il bâtit le château d'Ōkuwa.
Yoshiyori est le père de Toki Yoshitatsu (1527-1561) qui est exilé en 1542.